# 32070 Michaelretchin
32070 Michaelretchin este un asteroid din centura principală de asteroizi.

## Descriere
32070 Michaelretchin este un asteroid din centura principală de asteroizi. A fost descoperit pe 7 mai 2000 la Socorro, New Mexico, în cadrul proiectului LINEAR. Asteroidul prezintă o orbită caracterizată de o semiaxă mare de 2,26 ua, o excentricitate de 0,14 și o înclinație de 4,6° în raport cu ecliptica.